# Anton Globočnik
Anton Globočnik pl. Sorodolski, slovenski pravnik, upravni uradnik, politik in narodni buditelj, * 20. maj 1825, Železniki, † 2. marec 1912, Dunaj.

## Življenje in delo
Gimnazijo je obiskoval v Ljubljani. V letih 1844−1848 je študiral pravo na Dunaju. Po študiju se je zaposlil v sodstvu. Služboval je v raznih krajih. Leta 1863 je postal okrajni predstojnik v Postojni in leta 1867 prav tam okrajni glavar. Poskrbel je za obnovo cest in pogozdovanje Krasa ter poskušal je izboljšati razmere v šolstvu. Zavzel se je za ureditev dostopa do Postojnske jame. Pred jamo je uredil lep park. Vanjo je dal napeljati električno razsvetljavo in železniške tire in poskrbel za njeno reklamo. V letih 1885−1890 je bil vladni svetnik deželne vlade v Ljubljani. Po smrti Dragotina Dežmana je bil predsednik Muzejskega društva v Ljubljani. Uvedel je redne mesečne sestanke, ki so jih spremljala predavanja in debate. Leta 1900 se je preselil k sinu Vladimirju na Dunaj. 
Politično je začel delovati leta 1848. Sodeloval je v gibanju za politično združitev Slovencev. Sodeloval je pri sestavljanju slovenskega narodnega programa, ki je izšel leta 1848 v Novicah. S Stankom Vrazom se je udeležil slovanskega kongresa v Pragi, ki se je izrekel za slovenski narodni politični program. S politiko se je bavil še v letih 1890−1896, ko je bil mdr. tudi poslanec v državnem zboru.
Literarno se je začel udejstvovati zelo zgodaj. Prispevke je pisal za Novice in Cigaletovo Slovenijo. Kasneje je pisal strokovne zgodovinske in pravne prispevke. Bil je tudi konservator centralne komisije na Dunaju. Napravil je arheološki zemljevid Kranjske, objavil je seznam kranjskega plemstva. 
Bil je častni občan Postojne, Vipave in Železnikov. Za zasluge pri delu si je pridobil plemiški naslov Sorodolski. Umrl je na Dunaju, pokopan pa je v Postojni. 